# Ranxeria Table Mountain
La Ranxeria Table Mountain és una tribu reconeguda federalment d'amerindis dels Estats Units pertanyents a la banda Chukchansi dels yokuts i als monache. També és la ranxeria de la tribu, situada al comtat de Fresno (Califòrnia).

## Reserva
Fundada en 1916, la Ranxeria Table Mountain té 61 acres de superfície i es troba al comtat de Fresno, vora Friant (Califòrnia). La població de la reserva és aproximadament d'11 persones, amb 34 membres de la tribu vivint a l'àrea.

## Govern
La seu de la tribu es troba a Friant, i el cap tribal és Leanne Walker-Grant.

## Desenvolupament econòmic
La tribu té la propietat i la gestió del Casino Table Mountain, del restaurant Eagle's Landing, del Mountain Feast Buffet, i del TM Cafe, tots situats a Friant.